# Réseau cyclable allemand

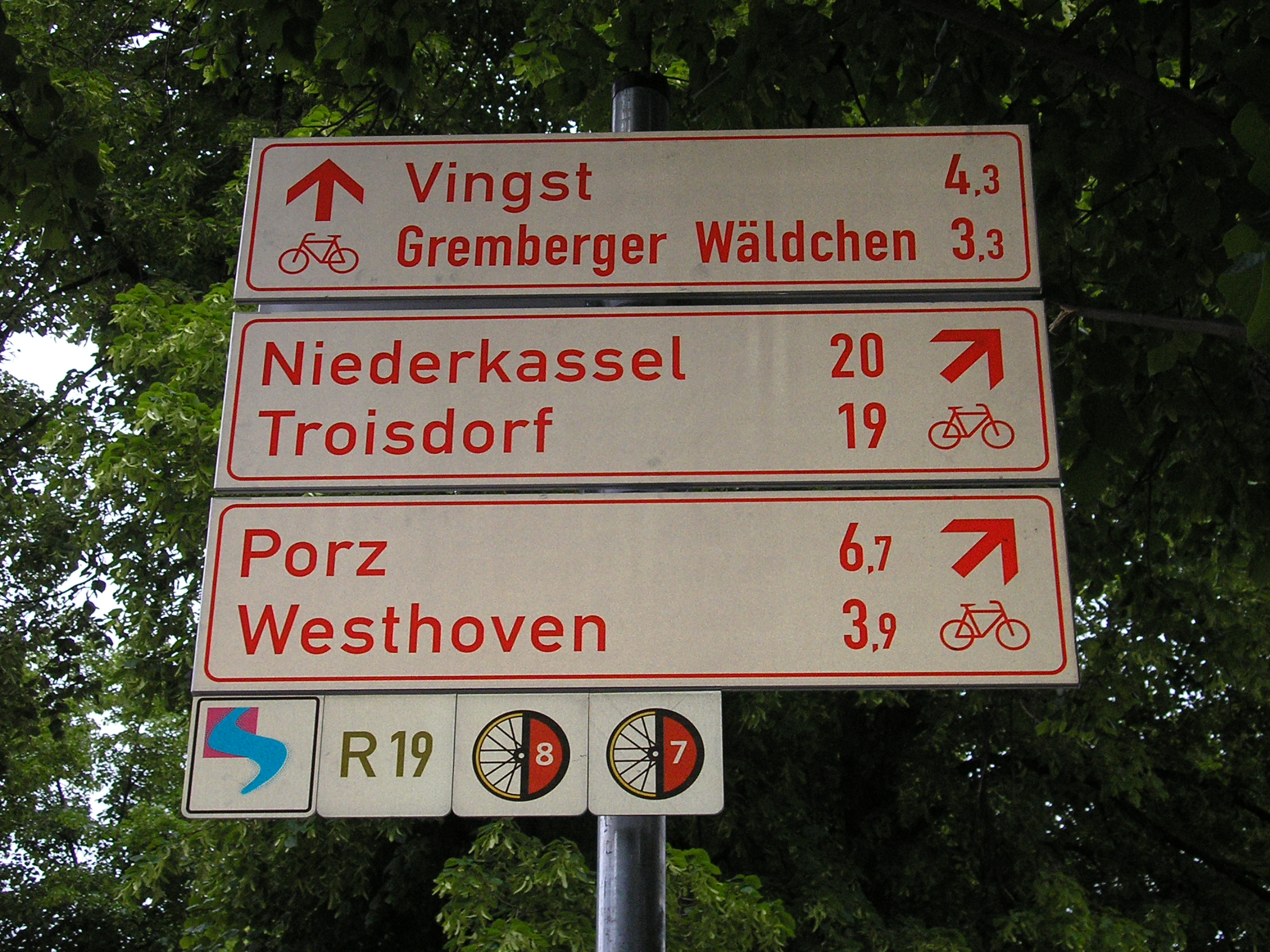
Balisage pour les D-Routes 7 et 8, près de Cologne

Le Réseau cyclable allemand (en allemand standard : Radnetz Deutschland ) est le réseau national de véloroutes de l'Allemagne. Il existe actuellement 12 itinéraires cyclables longue distance, appelés D-Routes (le "D" signifie Deutschland en allemand standard) créés principalement pour promouvoir le cyclotourisme.
Faisant partie du Nationaler Radverkehrsplan (Plan National du Cyclisme), le projet de création du réseau cycliste allemand s'est déroulé sur une période de 10 ans, de 2002 à 2012. Certaines parties du réseau utilisent le principe des nœuds numérotés.
Le réseau européen EuroVelo emprunte plusieurs portions de D-Routes.

## Itinéraires
| D-Route | Nom                                                               | Détails | Longueur (km) |
| ------- | ----------------------------------------------------------------- | --- | ------------- |
| 1       | Nordseeküstenroute (Route de la côte de la mer du Nord)           | Le long de la côte de la mer du Nord, de la frontière néerlandaise à la frontière danoise. Fait partie de l'itinéraire EuroVelo 12 | 907           |
| 2       | Ostseeküstenroute (Route de la côte de la mer Baltique)           | Le long de la côte de la mer Baltique de Flensbourg, à travers les îles de Rügen et Usedom, jusqu'à la frontière polonaise. Fait partie de l'itinéraire EuroVelo 10 .                                                                       | 1055          |
| 3       | Europaroute (Route de l'Europe)                                   | De la frontière néerlandaise, en passant par Münster, Goslar, Potsdam et Berlin, jusqu'à l'Oder. Fait partie de l'itinéraire EuroVelo 2. | 960           |
| 4       | Mittellandroute (Route des États du Centre)                       | Traverse le centre de l'Allemagne sur un axe est-ouest, d'Aix-la-Chapelle, à Bonn, Siegen, Erfurt, Jena, Chemnitz et Dresde à Zittau. Fait partie de l'itinéraire EuroVelo 3 entre Bonn et Aix-la-Chapelle.                                 | 1045          |
| 5       | Sarre-Moselle-Main (Route Sarre-Moselle-Main)                     | Suit les cours des rivières Sarre, Moselle et Main de Sarrebruck, à Trèves, Coblence, Mayence, Francfort-sur-le-Main, Würzburg et Bayreuth jusqu'à la frontière tchèque. Fait partie de l'itinéraire EuroVelo 4.                            | 1021          |
| 6       | Donauroute (Route du Danube)                                      | Du Dreiländereck (le tripoint de l'Allemagne, de la France et de la Suisse) près de Bâle, en passant par Ulm et Ratisbonne jusqu'à Passau. Fait partie de l'itinéraire EuroVelo 6 .                                                         | 733           |
| 7       | Pilgerroute (Route des pèlerins)                                  | D'Aix-la-Chapelle, en passant par Cologne, Düsseldorf, Duisbourg, Münster, Osnabrück, Brême et Hambourg jusqu'à Flensburg sur la côte de la mer du Nord. Fait partie de l'itinéraire EuroVelo 3 .                                           | 1189          |
| 8       | Rheinradweg (Route du Rhin)                                       | Suit le Rhin depuis le lac de Constance jusqu'à la frontière néerlandaise. Fait partie de l'itinéraire EuroVelo 15 . | 1019          |
| 9       | Weser-Romantische Straße (Weser - Route romantique)               | Suit la piste cyclable sur la rivière Weser puis le long de la route romantique, de la mer du Nord, à Brême, Kassel et Fulda jusqu'à Füssen.                                                                                                | 1197          |
| 10      | Elberadweg (Route de l'Elbe)                                      | Le long de l'Elbe, de la frontière tchèque jusqu'à Dresde, Dessau, Magdebourg et Hambourg jusqu'à l'embouchure du fleuve dans la mer du Nord à Cuxhaven. Fait partie des itinéraires EuroVelo 7, 12 et 13                                   | 1328          |
| 11      | Ostsee – Oberbayern (route de la mer Baltique à la Haute-Bavière) | De Rostock sur la mer Baltique, en passant par Berlin, Dessau, Halle, Iéna, Bayreuth, Bamberg, Nuremberg, Landshut, Munich et Rosenheim, puis traverse la frontière jusqu'à Salzbourg en Autriche. Fait partie de l'itinéraire EuroVelo 7 . | 1697          |
| 12      | Oder-Neiße-Radweg (Route des rivières Oder et Neisse)             | Suit le cours des rivières Oder et Neisse le long de la frontière germano-polonaise de la mer Baltique aux montagnes de Zittau. | 630           |